# Spärrförbindelse
En spärrförbindelse är en förpliktelse från kreditgivarens sida att utbetala en del av eller hela kreditbeloppet - spärrbeloppet - till den spärrförbindelsen är ställd och endast till denne. Används vanligtvis vid entreprenadavtal, där byggaren vill ha en betalningsgaranti innan den påbörjar bygget. Dessutom används spärrförbindelse ofta tillsammans med ett byggnadslån.